# Mägo de Oz
Mägo de Oz (исп. Волшебник страны Оз) — фолк-метал-группа из Испании. Одни из пионеров этого направления, смешивающие кельтскую народную музыку с гитарной основой в духе пауэр-метала. Группа основана ударником под псевдонимом Чус ди Фелляцио в 1989 году в Мадриде. Многие другие участники группы тоже носят шуточные псевдонимы. Изначально группа была известна под названием «Transilvania». Большую часть песен Mägo de Oz исполняет на родном испанском языке и лишь несколько на английском (в основном каверы). Лирика группы разнообразна: от шуточных сказок-страшилок и застольных песен про выпивку и секс до сатиры на общественные и религиозные темы.

## Музыкальный стиль
На музыку Mägo de Oz оказали влияние многие группы, исполняющие различные разновидности металла, а также классическая и народная музыка. Об этом не раз говорил лидер группы, ударник Txus Di Fellatio. В музыке группы используются такие нетрадиционные для металла инструменты как скрипка и флейта и даже свирели и чаранго, а во многих песнях используются народные мелодии. Это позволяет отнести большую часть музыки Mägo de Oz к фолк-металу. Тем не менее, группа выходит за рамки одного жанра и заметно отличается от типичных соседей по жанру. В отличие от других пионеров этого жанра, таких как Skyclad, Mägo de Oz звучат сравнительно «легко», многие их песни тяготеют к традиционному хэви-металу и пауэр-металу и даже фолк-року.
На музыку Mägo de Oz, среди прочих, оказали влияние такие группы, как Queen, Iron Maiden, Deep Purple, Barón Rojo, Led Zeppelin, Rainbow.

## Участники группы
Многие из участников носят псевдонимы (указаны в скобках после настоящих имён).
- Хесус Мариа Эрнандес Хиль (Txus di Fellatio) — ударные, бэк-вокал
- Карлос Прието Гихарро (Mohamed) — скрипка, виола, бэк-вокал
- Рафа Блас (вокал)
- Мануэль Рамиль — клавишные
- Хосе Мануэль Писарро (Josema) — духовые инструменты
- Фернандо Майнер — бас-гитара
- Виктор де Андрес — гитара
- Мануэль Сеоане — гитара

### Бывшие участники
- Хуан Мартин Лопес (Carlitos) — соло-гитара, бэк-вокал
- Франсиско Хавьер Гомес де ла Серна Алвариньо (Frank) — ритм-гитара, акустическая гитара, бэк-вокал
- Серхио Сиснерос (Kiskilla) — клавишные
- Хуанма Родригес — вокал
- Фернандо Понсе де Леон — поперечная флейта и волынка
- Серхио Мартинес — бас-гитара
- Луис Мигель Навайон — бас-гитара
- Хосе Мария Алонсо (Chema) — акустическая гитара
- Тони Корраль — саксофон
- Хорхе Салан — соло-гитара
- Хосе Андреа — вокал (1996—2011)
- Хави Диес — клавишные
- Патрисия Тапиа — вокал, бэк-вокал
- Хавьер Домингес (Zeta) — вокал

## Дискография
| Номерные альбомы - Mägo de Oz (1994) - Jesús de Chamberí (1996) - La Leyenda de la Mancha (1998) - Finisterra (2000) - Gaia (2003) - Gaia II - La Voz Dormida (2005) - La Ciudad De Los Arboles (2007) - Gaia III - Atlantia (2010) - Gaia - Epilogo (2010) - Hechizos, pócimas y brujería (2012) - Ilussia (2014) - Ira Dei (2019) - Bandera Negra (2021) - Alicia en el Metalverso (2024) | Прочее - Y qué más da (демо, 1989) - Canción de cuna para un bohemio (демо, 1990) - Con la cabeza bien alta (демо, 1992) - Mägo de Oz (La Bruja) (EP, 1997) - Fölktergeist (концертный альбом, 2002) - A Costa da Rock (DVD, 2003) - Belfast (сборник каверов, 2004) - Madrid - Las Ventas (концертный альбом, 2005) - Rock N' Oz (сборник, 2006) - Rarezas (сборник редких песен, 2006) - The Best of Oz (сборник, 2006) - Celtic Land (сборник, 2013) - Finisterra Ópera Rock (2015) - Diabulus in Ópera (концертный альбом, 2017) - 30 Años 30 Canciones (сборник, 2018) |